# Luc Santens
Luc Santens (Oudenaarde, 23 augustus 1933 - Gent, 23 september 2011) was een Belgisch ondernemer en bestuurder.

## Levensloop
Hij was de zoon van Maurice Santens en kleinzoon van Joannes Baptiste Santens, stichters van het familiebedrijf Santens. Nadat hij samen met zijn broer Marc Santens en zijn neven Herman en Lieven Santens aan de top kwam van het badstoffenbedrijf, kende de onderneming grote successen. Op het toppunt van het succes was de onderneming goed voor 37 ton badstofweefsel (180.000 handdoeken) en een jaaromzet van circa. 160 miljoen euro. In de jaren 90 kwam het tot een verdeling, waarbij Herman (vleesindustrie) en Lieven Santens (bouw- en meubelbeslag) elk hun eigen bedrijvengroep uitbouwde.
In 1994 werd hij aangesteld als voorzitter van het Verbond van Kristelijke Werkgevers en Kaderleden (VKW) in opvolging van Ward Thielemans. Hij bleef voorzitter tot 1997 en werd opgevolgd in deze hoedanigheid door Norbert Van Broekhoven. Daarnaast was hij raadsheer sociale zaken bij het arbeidshof en voorzitter van onder andere Febeltex, KaHo Sint-Lieven en de Hoge Raad voor het Technisch en Beroepssecundair Onderwijs, de Katholieke Universiteit Leuven en de Associatie KU Leuven.
Hij overleed in het UZ Gent ten gevolge van ALS.
Hij was onder meer officier in de Kroonorde en Leopoldsorde en Emeritus-Eredeken van de Arbeid.